# 细鲫属
細鯽屬是輻鰭魚綱鯉形目鯝科下的一個屬，本屬目前有十個物種，皆分佈於東亞。細鯽屬的模式種是中華細鯽(Aphyocypris chinensis)。
細鯽屬目前已知的物種包括:
- 溪流細鯽 Aphyocypris amnis (Liao, Kullander & Lin, 2011) ，台灣特有種。
- 弧形細鯽(瑤山鯉) Aphyocypris arcus (Lin, 1931) ，分佈於中國廣西。
- 中華細鯽 Aphyocypris chinensis (Günther, 1868) ，分佈於日本九州，南韓，北韓，中國東部與南部以及俄羅斯黑龍江。
- 平背細鯽 Aphyocypris dorsohorizontalis (Nguyen & Doan, 1969)，越南產。
- 菊池氏細鯽(台灣細鯽) Aphyocypris kikuchii (Oshima, 1919)，台灣特有種。
- 駝背細鯽 Aphyocypris kyphus (Mai, 1978)，越南產。
- 林氏細鯽 Aphyocypris lini (Weitzman & Chan, 1966)，香港特有種。
- 莫氏細鯽(台灣副細鯽) Aphyocypris moltrechti (Regan, 1980)，台灣特有種。
- 擬細鯽 Aphyocypris normalis (Nichols & Pope, 1927) ，分佈於香港、中國廣東珠江水系廣西及海南島。
- 麗紋細鯽 Aphyocypris pulchrilineata (Zhu, Zhao & Huang, 2013) ，分佈於中國廣西。

## 外部連結
- Fishbase
- EOL